# NGC 7040
NGC 7040 est une galaxie spirale située dans la constellation du Petit Cheval. Sa vitesse par rapport au fond diffus cosmologique est de 5 784 ± 23 km/s, ce qui correspond à une distance de Hubble de 85,3 ± 6,0 Mpc (∼278 millions d'al). NGC 7040 a été découverte par l'astronome américain Mark Walrod Harrington (en) en 1882.
NGC 7040 présente une large raie HI. Selon la base de données Simbad, NGC 7040 est une candidate au titre de galaxie à noyau actif.
À ce jour, seule une mesure non basée sur le décalage vers le rouge (redshift) donne une distance d'environ 40,800 Mpc (∼133 millions d'al), ce qui est loin à l'extérieur des valeurs de la distance de Hubble.